# 旗川
旗川（はたがわ）は、栃木県佐野市（一部は足利市）を流れる利根川水系渡良瀬川支流の一級河川である。

## 地理
栃木県佐野市北部の群馬県みどり市との境界に位置する氷室山付近に源を発し南へ流れ、佐野市高橋町で渡良瀬川に合流する。
氷室山から約2km南に下った源流付近に三滝がある。

## 流域の自治体
栃木県
佐野市、足利市

## 支流
- 彦間川（ひこまがわ）[2]
  - 梅園川（うめぞのがわ）[2]
  - 閑馬川（かんまがわ）[2]
- 出流川（いずるがわ）[2]
  - 寺久保川（てらくぼがわ）
- 尾名川（おながわ）[2]

## 橋梁
- （栃木県道201号作原田沼線）
- 御神楽橋
- 渡戸橋
- 船越橋（栃木県道345号葛生船越線）
- 室の沢橋
- 三好橋（栃木県道201号作原田沼線）
- 小畑橋
- 旗川大橋（栃木県道201号作原田沼線バイパス）
- 飯田橋
- 羽室橋（群馬県道・栃木県道66号桐生田沼線）
- 共栄橋
- 旗川橋（北関東自動車道）
- 渥戸橋（国道293号）
- 石塚大橋
- 旗川橋（栃木県道237号赤見本町線）
- 稲岡橋
- 寺並橋
- （両毛線）
- 白旗橋（群馬県道・栃木県道67号桐生岩舟線）
- 下寺岡橋
- 高田橋
- 村上大橋（栃木県道・群馬県道128号佐野太田線）

## 歴史
1938年9月　台風で堤防決壊、氾濫
2019年10月　東日本台風の影響で溢水・越水発生。